# Coppa Bernocchi 1988
La Coppa Bernocchi 1988, settantesima edizione della corsa, si svolse il 16 agosto 1988 su un percorso di 233 km. Era valida come evento del circuito UCI categoria CB1.1. La vittoria fu appannaggio dell'italiano Guido Bontempi, che terminò la gara in 5h37'30", alla media di 41,408 km/h, precedendo i connazionali Maurizio Fondriest e Gianni Bugno. L'arrivo e la partenza della gara furono a Legnano.

## Ordine d'arrivo (Top 10)
| Pos. | Corridore           | Squadra          | Tempo    |
| ---- | ------------------- | ---------------- | -------- |
| 1    | Guido Bontempi      | Carrera-Vagabond | 5h37'30" |
| 2    | Maurizio Fondriest  | Alfa Lum         | s.t.     |
| 3    | Gianni Bugno        | Château d'Ax     | s.t.     |
| 4    | Pierino Gavazzi     | Fanini-Seven Up  | s.t.     |
| 5    | Alberto Volpi       | Gewiss-Bianchi   | s.t.     |
| 6    | Franco Ballerini    | Del Tongo        | s.t.     |
| 7    | Marco Lietti        | Malvor-Sidi      | s.t.     |
| 8    | Stefano Colagè      | Alba Cucine      | s.t.     |
| 9    | Bruno Cenghialta    | Ariostea         | s.t.     |
| 10   | Palmiro Masciarelli | Gis Gelati       | s.t.     |